# 鄭沂
郑沂，浙江金華府浦江縣人，明朝政治人物、明朝禮部尚書。
洪武三十年，授禮部尚書，次年八月罷免。永樂元年六月，重任禮部尚書。同年9月，致仕。